# Acronicta warpachowskyi
Acronicta warpachowskyi là một loài bướm đêm trong họ Noctuidae.